# شارووتسووا لهوتا
شارووتسووا لهوتا (به لاتین: Šárovcova Lhota) یک منطقهٔ مسکونی در جمهوری چک است که در شهرستان ییچین واقع شده‌است.